# 巴法塔
巴法塔是西非國家幾內亞比紹第二大的城市，也是巴法塔區的首府，位於熱巴河的東岸，距離首都比紹145公里，經濟產業包括製造磚塊，城內有機場設施，2010年人口34,760。